# Tybalmia breuningi
Tybalmia breuningi är en skalbaggsart som beskrevs av Dillon 1952. Tybalmia breuningi ingår i släktet Tybalmia och familjen långhorningar. Inga underarter finns listade i Catalogue of Life.